# Monday's Child
Monday's Child (lett. "il bambino nato di lunedì") è una popolare filastrocca per bambini in inglese di carattere "divinatorio" (in inglese fortune-telling): ha infatti il presunto compito di predire il carattere o il destino di un bambino in base al giorno in cui è nato, servendo in realtà ad aiutare i bambini a ricordare i sette giorni della settimana. Come per molte filastrocche di questo tipo, esistono diverse varianti. È catalogata con il numero 19526 nel Roud Folk Song Index.

## Storia
La filastrocca viene registrata per la prima volta nel 1844 nel volume Traditions of Devonshire di Anna-Eliza Bray. Una variante è stata poi raccolta da James Orchard Halliwell-Phillipps nel 1849 nel suo Popular Rhymes and Nursery Tales. Nel 1892 ne viene registrata un'altra versione alternativa da G.F. Northall nel suo English Folk-rhymes. A Collection of Traditional Verses Relating to Places.
La tradizione di predire il futuro in base al giorno di nascita è molto antica. Negli anni settanta del XIV secolo, Thomas Nashe ricorda storie raccontate ai bambini nel Suffolk che comprendono "quale fortuna [ogni] persona dovrebbe avere a seconda del giorno della settimana in cui è nata".
Le versioni di Monday's Child sono svariate e vengono registrate notevoli variazioni e dibattiti sugli attributi esatti di ogni giorno e persino nel corso di ogni singolo giorno. A differenza delle versioni moderne in cui "il bambino nato di mercoledì è pieno di guai" (in inglese Wednesday's child is full of woe), in una precedente versione della filastrocca, che appare in un racconto di fantasia in più parti, pubblicato all'interno di un articolo della rivista Harper's Weekly il 17 settembre 1887, è invece "il bambino nato di venerdì" a essere pieno di guai (in inglese Friday's child is full of woe), forse riflettendo le superstizioni tradizionali associate alla sfortuna del venerdì, dal momento che molti cristiani associavano il venerdì alla Crocifissione. In questa versione anche i destini dei bambini di giovedì e sabato vengono scambiati e il bambino di domenica è "felice e saggio" (in inglese happy and wise) anziché "spensierato e buono" (in inglese blithe and good).

## Influenza culturale
- Nell'Ulisse di Joyce, pubblicato per la prima volta nel 1922, la prostituta Zoe Higgins cita la strofa che riguarda il bambino nato di giovedì a Stephen Dedalus, dopo aver appreso che, appunto, lui era nato di giovedì, lo stesso giorno feriale in cui è ambientato il romanzo.[8]
- L'intera filastrocca è stata inclusa da John Rutter, in una versione orchestrata per coro a cappella, nella raccolta Five Childhood Lyrics, pubblicata per la prima volta nel 1974.[9]
- Monday's Child, Tuesday's Child, Wednesday's Child, Thursday's Child, Fridays's Child e Sabbath's Child sono gli pseudonimi adottati da un gruppo di personaggi, The Days of The Week, protagonisti di una serie di storie creepypasta, ovvero racconti horror generalmente brevi e anonimi, diffusi online attraverso siti web, blog e forum.[10]

## Mercoledì Addams
La strofa del "bambino nato di mercoledì" è alla base del nome dato al personaggio di Mercoledì Addams, parte della famiglia Addams, creata da Charles Addams per le sue vignette sul periodico The New Yorker nel 1940. Inizialmente senza un nome, così come tutti i personaggi di quella che successivamente diverrà nota come la famiglia Addams, il nome Mercoledì viene scelto da Charles Addams prima della fase di preproduzione della serie televisiva degli anni sessanta, quando una ditta di Manhattan, la Aboriginals Ltd., commercializza una linea di bambole di pezza raffigurante i personaggi delle vignette di Addams: hanno già il loro nome Morticia, Gomez e Mercoledì. Per dare il nome alla bambola della figlia degli Addams, un amico osserva che la bambina fa pensare al "bambino pieno di tristezza", protagonista della vecchia filastrocca inglese Monday's Child, "nato di mercoledì": in inglese Wednesday's child is full of woe, "il bambino che nasce di mercoledì è pieno di tristezza".
I titoli originali degli episodi della prima stagione della serie televisiva Mercoledì, pubblicata nel 2022 sulla piattaforma di streaming on demand Netflix, in cui Mercoledì Addams è interpretata dall'attrice Jenna Ortega, giocano tutti con questa strofa della filastrocca, alludendo appunto all'origine del nome del personaggio. I titoli originali di tutti gli episodi della stagione, infatti, contengono un gioco di parole con la parola woe (lett. "tristezza", "malinconia"), proprio in riferimento al verso della filastrocca. Il titolo originale del primo episodio, in particolare, Wednesday's Child Is Full of Woe (lett. "il bambino che nasce di mercoledì è pieno di tristezza"), fa riferimento esplicito alla filastrocca Monday's Child. Nell'episodio, la stessa Morticia (interpretata da Catherine Zeta-Jones), madre di Mercoledì, quando presenta la figlia alla direttrice della Nevermore Academy, Larissa Weems (Gwendoline Christie), afferma di aver scelto il nome della figlia attingendolo dalla strofa della filastrocca, aggiungendo inoltre che Monday's Child è la sua filastrocca preferita.